# WEB Arena
Die WEB Arena  (russisch ВЭБ Арена), zuvor Arena ZSKA (russisch Арена ЦСКА) ist ein nach der staatseigenen Wneschekonombank (WEB) benanntes Fußballstadion in der russischen Hauptstadt Moskau. Es ist die 2016 fertiggestellte Spielstätte des Fußballclubs PFK ZSKA Moskau. Der Neubau entstand im nördlichen Verwaltungsbezirk der Stadt auf dem Grund des 1961 eingeweihten Grigori-Fedotow-Stadions, in dem ZSKA von 1974 bis 2000 spielte.

## Geschichte
Nach dem Abriss des alten Stadions 2006 wurde in einer feierlichen Zeremonie am 19. Mai 2007 der Grundstein gelegt. Die Bauarbeiten mussten mehrmals unterbrochen werden. Einer der Gründe waren finanzielle Engpässe des ZSKA Moskau. Die längste Pause zog sich über 16 Monate in der Zeit von 2009 bis 2011. Ursprünglich war man von einer Fertigstellungstermin im Jahr 2009 ausgegangen, doch der wurde zunächst in den Mai 2010 verlegt. Nach einem langen Baustopp sollte die ZSKA-Arena im Sommer 2013 zur Verfügung stehen, doch auch ein weiterer Termin im Frühling 2015 konnte nicht gehalten werden. Im Dezember 2015 wurde das Spiel um den russischen Fußball-Supercup 2016 in das neue ZSKA-Stadion vergeben. Als endgültiger Bauabschluss wurde damals der Sommer 2016 kalkuliert. Im Februar 2016 beliefen sich die Baukosten, nach anfänglich geplanten 100 Mio. US-Dollar, auf 330 bis 340 Mio. US-Dollar.
Da im Juni des Jahres 2016 klar wurde, dass die Fußballarena zum Austragungstermin am 23. Juli 2016 nicht fertiggestellt sein würde, wurde die Partie zwischen dem Meister ZSKA Moskau und dem Pokalsieger Zenit Sankt Petersburg in das Lokomotiv-Stadion verlegt. Auch das erste Heimspiel der Premjer-Liga 2016/17 am 5. August gegen Aufsteiger FK Orenburg musste in der Arena Chimki ausgetragen werden. Bei einer Besichtigung der Fußballarena Ende Juli 2016, gab der stellvertretende Bürgermeister von Moskau für Städtebaupolitik und Bauwesen, Marat Khusnullin, bekannt, dass der Bau fertiggestellt sei. Nach der Räumung des Neubaus sollten erste Veranstaltungen Ende August stattfinden können. Der Verein erhielt im August 2016 die Erlaubnis zum Betrieb des Stadions. Die Baukosten des Stadions beliefen sich letztlich auf 350 Mio. US-Dollar.
Am 4. September 2016 trafen im leeren Stadion der ZSKA in einem Freundschaftsspiel auf den Stadtrivalen Torpedo Moskau. Die Begegnung, ohne die wegen Länderspielen abwesenden Nationalspieler, gewann die Heimmannschaft mit 3:0. Die Eröffnungspartie wurde am 10. September zwischen dem ZSKA und Terek Grosny ausgetragen. Das Ligaspiel fand vor 26.420 Zuschauern statt und sah einen 3:0-Sieg des ZSKA. Das erste Pflichtspieltor in der Arena erzielte dabei der Ivorer Lacina Traoré. Die internationale Premiere der Arena ZSKA fand am 27. September 2016 statt. Bei der ersten Heimbegegnung in der Gruppe E der UEFA Champions League 2016/17 war der englische Fußballclub Tottenham Hotspur zu Gast.
Am 28. Februar 2017 teilte der PFK ZSKA auf seiner Website die Schließung eines Sponsoringvertrages mit der Wneschekonombank bekannt. Die Arena ZSKA heißt seither WEB Arena.

## Architektur
Die Entwürfe für den Neubau stammen aus dem Jahr 2006. Dabei ließ man sich vom Gewinn des UEFA-Pokals 2005 durch den ZSKA, es war der erste russische Titelgewinn in einem Fußball-Europapokalwettbewerb, inspirieren. Als markantestes Merkmal des Designs wurde ein verglastes Hochhaus in Form der UEFA-Pokal-Trophäe in der Südwestecke der Fußballarena entworfen. Das Hochhaus hat eine Höhe von 142 Meter und bietet auf 38 Etagen rund 20.000 m2 Fläche. In den Ecken im Südosten und Nordwesten befinden sich jeweils Bürogebäude mit je 7.500 m2 Fläche. Die Nordostecke beherbergt ein Hotel mit 48 Zimmern. Die Bürogebäude wie das Hotel haben ebenfalls eine großflächige Glasfassade. 
Die vier Tribünendächer sind nicht waagerecht angeordnet, sondern fallen von der Nordwest- und der Südostecke zu den gegenüberliegenden Stadionecken ab. Zudem sind sie in sich leicht verdreht. Die Kunststoffsitze auf den doppelstöckigen Rängen sind in den Vereinsfarben rot, blau und gelb gehalten. Auf einer der Längstribünen ist der Name des Vereins PFC ZSKA mit gelben Sitzen dargestellt. Unter dem Dach in der Nordwest- und der Südostecke wurden die beiden Video-Anzeigetafel montiert. Die vier Unterränge bieten etwa 12.500 Sitzplätze und die oberen Tribünenteile sind mit rund 14.500 Sitzplätzen ausgestattet. Dazwischen befinden sich 106 V.I.P.-Logen mit Platz für 12 bis 18 Personen. Die Nutzfläche im Stadion liegt bei 174.100 m2. Insgesamt bieten sich im und um das Fußballstadion 1.400 Parkplätze.
Zu dem Stadionkomplex gehören des Weiteren eine Kinder- und Jugendsportschule, ein Vereinsmuseum, ein Fanshop, Restaurants, Cafés und ein medizinisches Zentrum.

## Verkehrsanbindung
In der Nähe des Stadions liegen drei U-Bahn-Stationen der Metro Moskau. Die Stationen Sokol und Aeroport liegen an der Samoskworezkaja-Linie. Der U-Bahnhof Poleschajewskaja ist Teil der Tagansko-Krasnopresnenskaja-Linie. Auf dem kleinen Moskauer Eisenbahnring hat am 10. September 2016 mit 24 Stationen den Betrieb des Personenverkehrs begonnen. Die restlichen sieben Stationen waren von September bis November 2016 einsatzbereit. Dazu gehört die in der Nähe der WEB Arena liegende Station Sorge. Der nächstgelegene Flughafen der Stadt ist der Flughafen Scheremetjewo, der je nach Route, rund 25 bis 30 km nördlich des Stadions liegt.

## Galerie

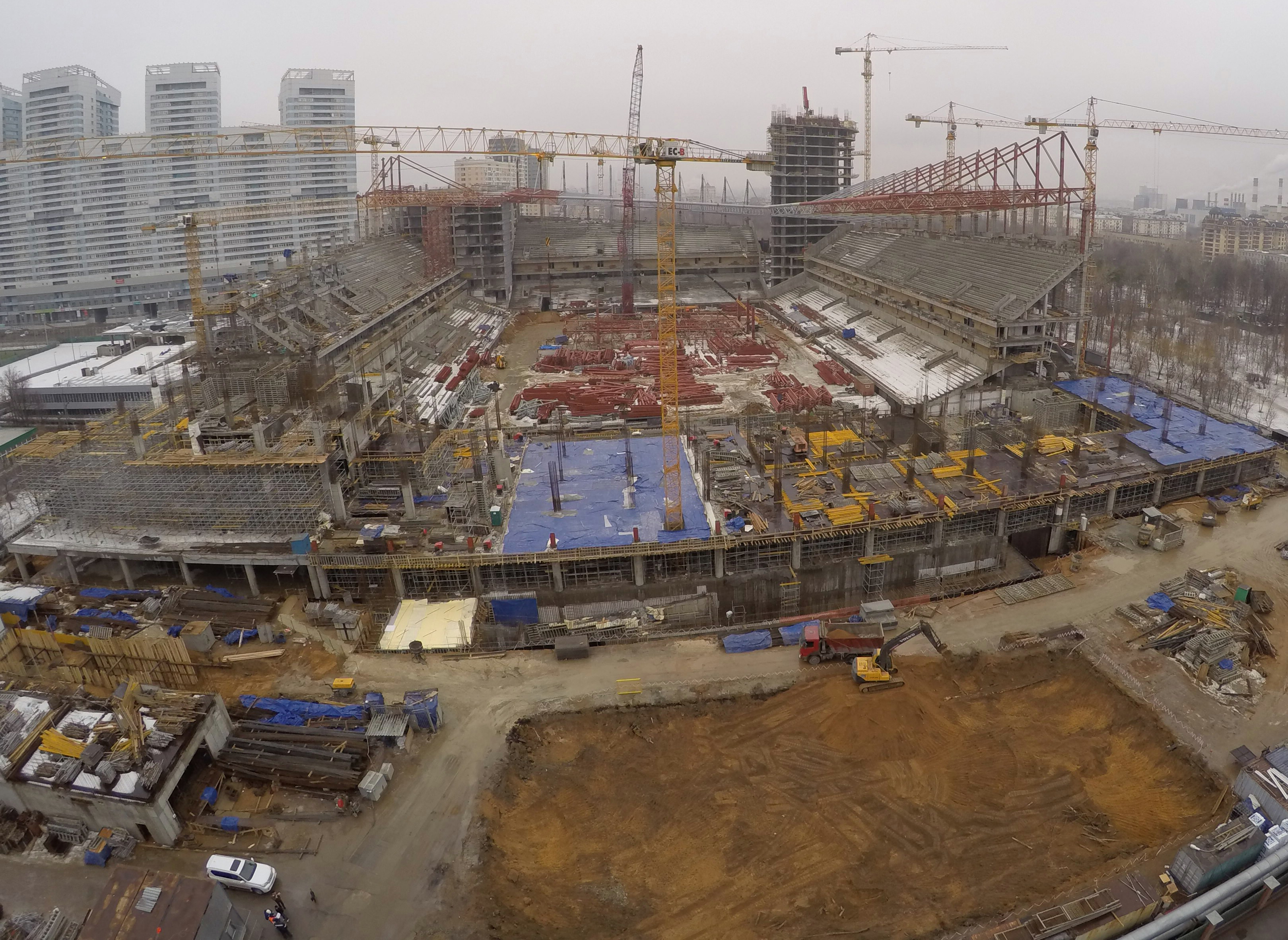
Die Baustelle im März 2015
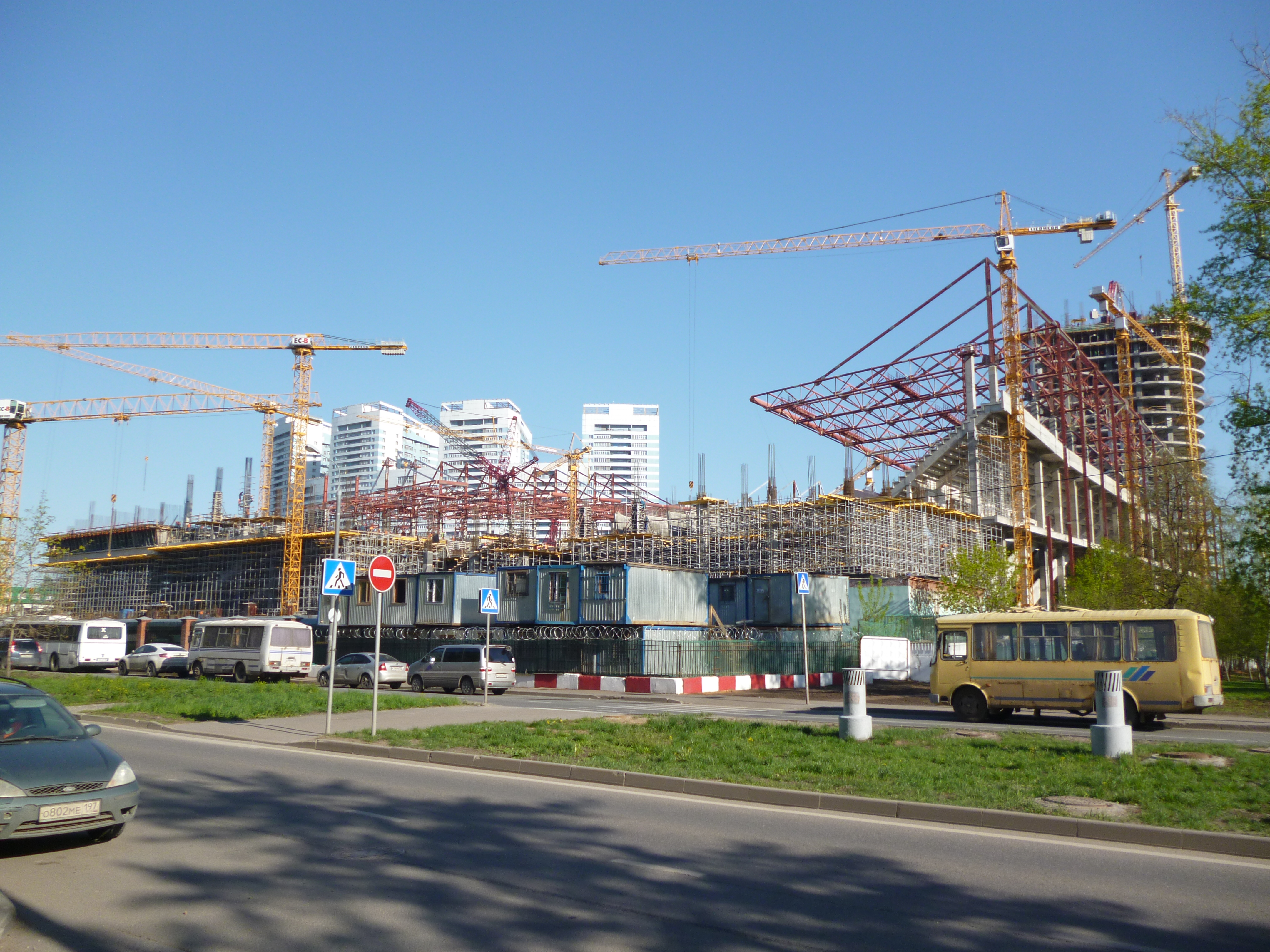
Mai 2015
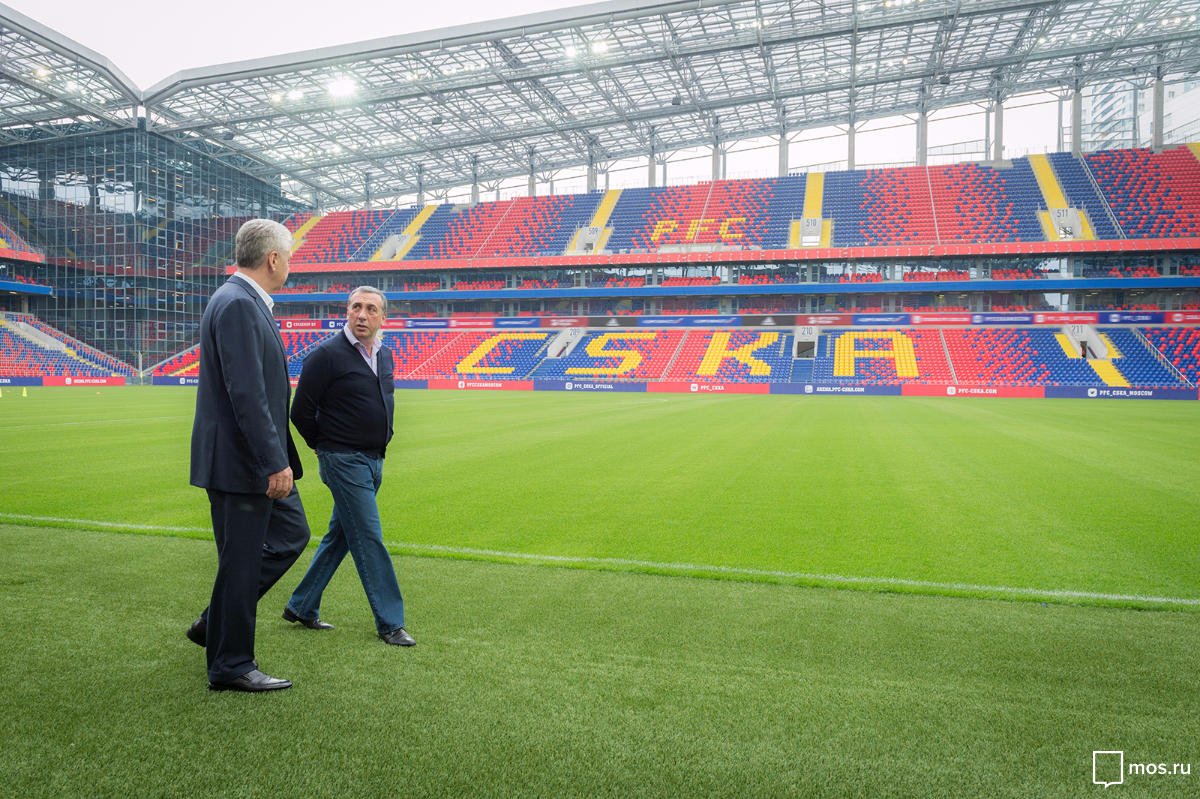
Moskaus Bürgermeister Sergei Sobjanin (links) besichtigte am 20. August 2016 die Arena ZSKA. Neben ihm Jewgeni Giner, der Präsident des PFK ZSKA Moskau
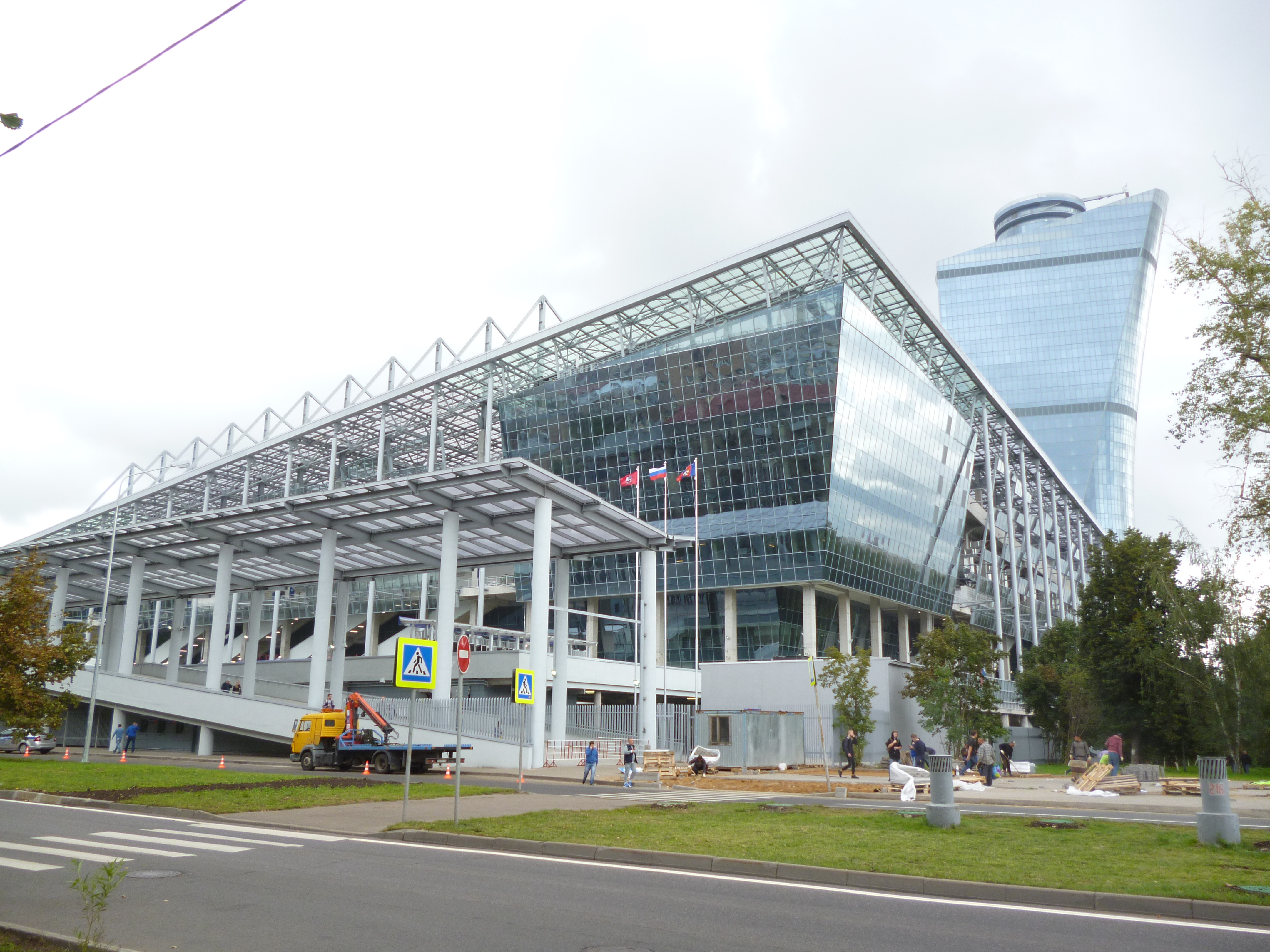
Die Nordwestecke der Arena Anfang September 2016
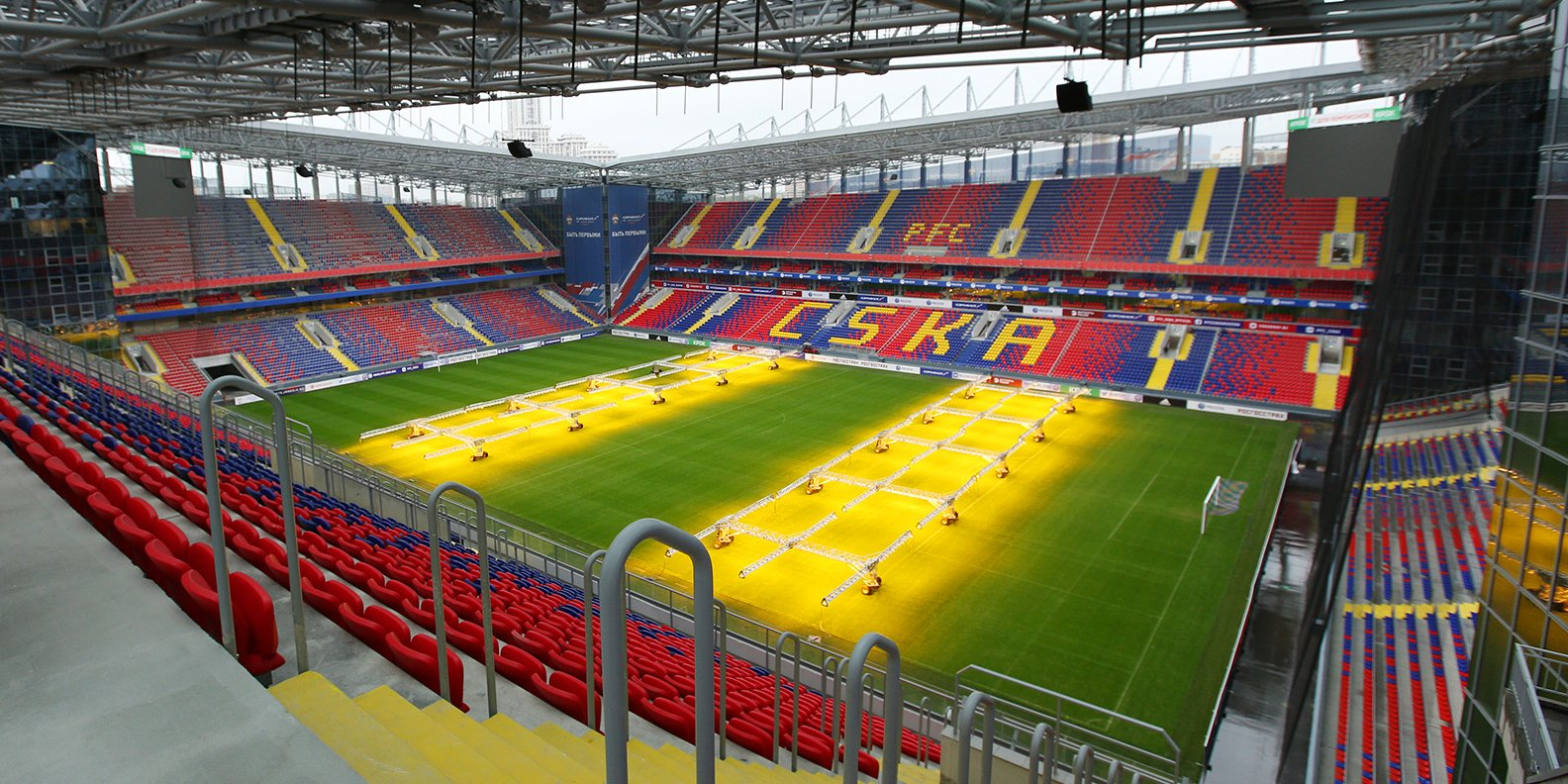
Der Innenraum im Oktober 2019